# Brottning vid olympiska sommarspelen 2000

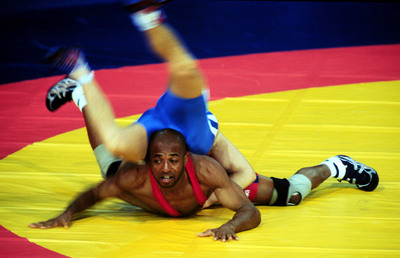

Brottningen hölls i Sydney Convention and Exhibition Centre och var uppdelat i två discipliner; grekisk-romersk stil och fristil. Fristilen hölls mellan 28 september och 1 oktober och grekisk-romersk stil mellan 24 och 27 september. Tävlingarna var endast öppna för män, och var de sista spelen innan damerna fick lov att tävla. 

## Medaljer

### Medaljsummering
| Medaljfördelning |              |      |        |       |        |
| Placering        | Nation       | Guld | Silver | Brons | Totalt |
| 1                | Ryssland     | 6    | 2      | 1     | 9      |
| 2                | USA          | 2    | 2      | 3     | 7      |
| 3                | Kuba         | 1    | 3      | 1     | 5      |
| 4                | Sydkorea     | 1    | 2      | 1     | 4      |
| 5                | Bulgarien    | 1    | 1      | 0     | 2      |
| 6                | Turkiet      | 1    | 0      | 1     | 2      |
| 7                | Azerbajdzjan | 1    | 0      | 0     | 1      |
| 7                | Iran         | 1    | 0      | 0     | 1      |
| 7                | Kanada       | 1    | 0      | 0     | 1      |
| 7                | Sverige      | 1    | 0      | 0     | 1      |
| 11               | Ukraina      | 0    | 2      | 0     | 2      |
| 12               | Japan        | 0    | 1      | 0     | 1      |
| 12               | Kazakstan    | 0    | 1      | 0     | 1      |
| 12               | Ungern       | 0    | 1      | 0     | 1      |
| 12               | Uzbekistan   | 0    | 1      | 0     | 1      |
| 16               | Georgien     | 0    | 0      | 3     | 3      |
| 17               | Finland      | 0    | 0      | 1     | 1      |
| 17               | Kina         | 0    | 0      | 1     | 1      |
| 17               | Makedonien   | 0    | 0      | 1     | 1      |
| 17               | Nordkorea    | 0    | 0      | 1     | 1      |
| 17               | Vitryssland  | 0    | 0      | 1     | 1      |

### Fristil
| Viktklass                 | Guld                            | Silver                       | Brons                          |
| Flugvikt Detaljer...      | Namiq Abdullayev · Azerbajdzjan | Sammie Henson · USA          | Amiran Kardanof · Grekland     |
| Bantamvikt Detaljer...    | Alireza Dabir · Iran            | Jevhen Buslovytj · Ukraina   | Terry Brands · USA             |
| Fjädervikt Detaljer...    | Murad Umachanov · Ryssland      | Serafim Barzakov · Bulgarien | Jang Jae-Sung · Sydkorea       |
| Lättvikt Detaljer...      | Daniel Igali · Kanada           | Arsen Gitinov · Ryssland     | Lincoln McIlravy · USA         |
| Weltervikt Detaljer...    | Brandon Slay · USA              | Moon Eui-Jae · Sydkorea      | Adem Bereket · Turkiet         |
| Mellanvikt Detaljer...    | Adam Sajtjev · Ryssland         | Yoel Romero · Kuba           | Mogamed Ibragimov · Makedonien |
| Tungvikt Detaljer...      | Sagid Murtazaljev · Ryssland    | Islam Bajramukov · Kazakstan | Eldar Kurtanidze · Georgien    |
| Supertungvikt Detaljer... | David Musuľbes · Ryssland       | Artur Tajmazov · Uzbekistan  | Alexis Rodríguez · Kuba        |

### Grekisk-romersk stil
| Viktklass                 | Guld                            | Silver                       | Brons                           |
| Flugvikt Detaljer...      | Sim Kwon-Ho · Sydkorea          | Lázaro Rivas · Kuba          | Kang Yong-Gyun · Nordkorea      |
| Bantamvikt Detaljer...    | Armen Nazarian · Bulgarien      | Kim In-Sub · Sydkorea        | Sheng Zetian · Kina             |
| Fjädervikt Detaljer...    | Varteres Samurgasjev · Ryssland | Juan Marén · Kuba            | Akaki Tjatjua · Georgien        |
| Lättvikt Detaljer...      | Filiberto Azcuy · Kuba          | Katsuhiko Nagata · Japan     | Aleksej Glusjkov · Ryssland     |
| Weltervikt Detaljer...    | Murat Kardanov · Ryssland       | Matt Lindland · USA          | Marko Yli-Hannuksela · Finland  |
| Mellanvikt Detaljer...    | Hamza Yerlikaya · Turkiet       | Sándor Bárdosi · Ungern      | Muchran Vachtangadze · Georgien |
| Tungvikt Detaljer...      | Mikael Ljungberg · Sverige      | Davyd Saldadze · Ukraina     | Garrett Lowney · USA            |
| Supertungvikt Detaljer... | Rulon Gardner · USA             | Aleksandr Karelin · Ryssland | Dmitrij Debelka · Vitryssland   |